# Kreti och pleti
Kreti och pleti är en i vardagligt bruk nedsättande beteckning för "allehanda löst folk", "den breda allmänheten", "vem som helst", eller som det står i Nordisk Familjebok: "personer utan börd, bildning eller samhällsställning".
Kreti och pleti har hebreiskt ursprung, och var i äldre bibelöversättningar en benämning på två utländska folkslag i kung Davids livvakt, keretéer och peletéer. I Karl XII:s bibel står det i Andra Samuelsboken 8:18: "Benaja, Jojada son, var öfver Crethi och Plethi…” I Bibel 2000 står det på motsvarande ställe: ”Benaja, Jojadas son, förde befälet över kereteerna och peleteerna”. Kereteerna och peleteerna var troligen filisteiska.